# Сутури
Сутури — дрібнобугристі поверхні, що спостерігаються в товщах карбонатних порід; на поперечних розколах мають вигляд дрібнозубчастих ліній або швів.